# Chapelle-Guillaume
Chapelle-Guillaume ist eine französische Gemeinde mit 182 Einwohnern (Stand: 1. Januar 2022) im Département Eure-et-Loir in der Region Centre-Val de Loire; sie gehört zum Arrondissement Nogent-le-Rotrou und zum Kanton Brou. Die Einwohner werden Castelguillaumois genannt.

## Geographie
Chapelle-Guillaume liegt etwa 56 Kilometer südwestlich von Chartres in der Landschaft Perche. Umgeben wird Chapelle-Guillaume von den Nachbargemeinden Gréez-sur-Roc im Nordwesten und Norden, La Bazoche-Gouet im Osten, Couëtron-au-Perche im Süden, Le Plessis-Dorin im Süden und Südwesten sowie Melleray im Südwesten und Westen.

## Bevölkerungsentwicklung
| Jahr                       | 1962 | 1968 | 1975 | 1982 | 1990 | 1999 | 2006 | 2013 | 2020 |
| Einwohner                  | 364  | 322  | 260  | 236  | 190  | 188  | 198  | 202  | 184  |
| Quellen: Cassini und INSEE |      |      |      |      |      |      |      |      |      |

## Sehenswürdigkeiten

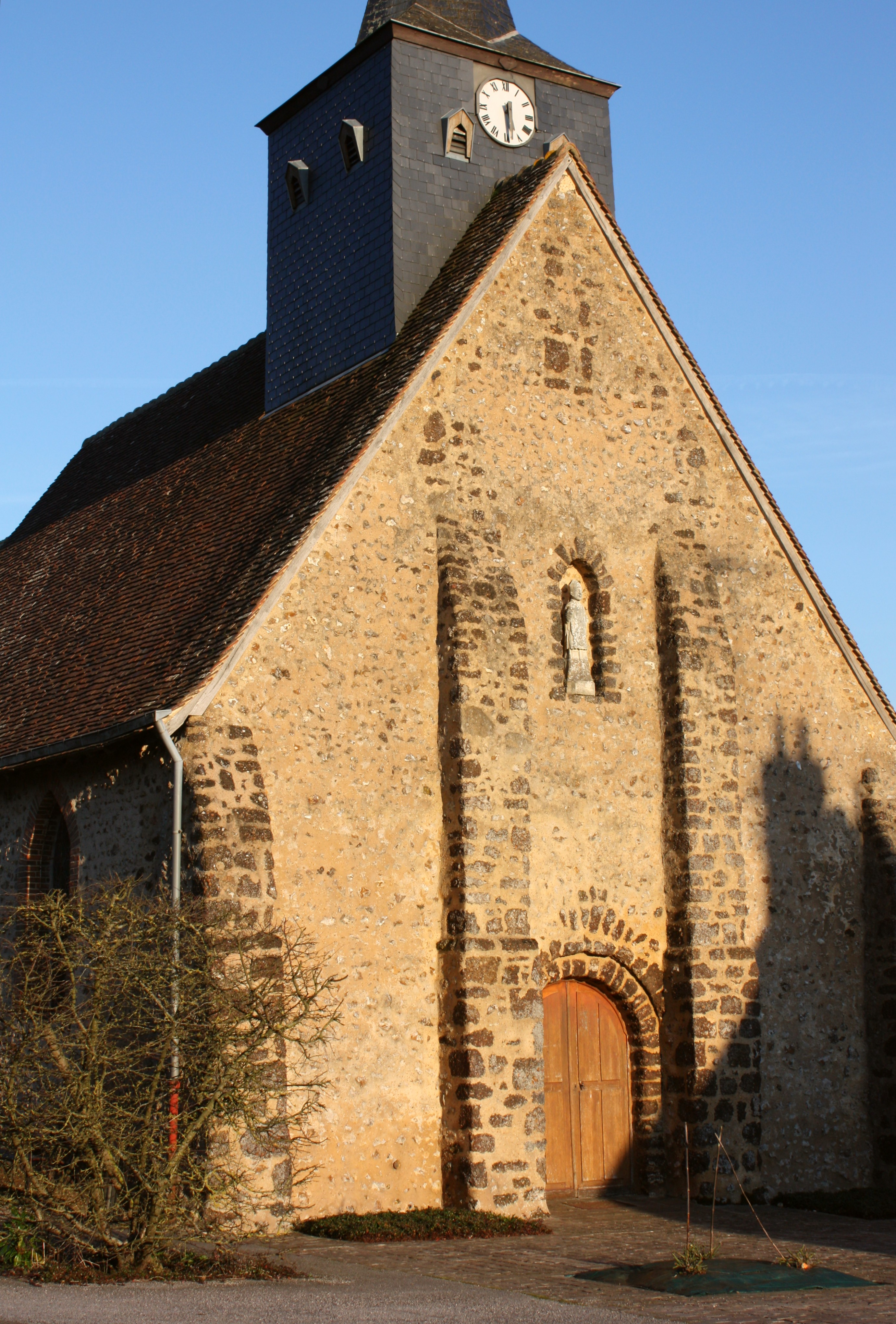
Kirche Notre-Dame

- Kirche Notre-Dame
- früheres Priorat
- Schloss